# Maçãs de Dona Maria
Maçãs de Dona Maria es una freguesia portuguesa del municipio Alvaiázere, com 23,91 km² de extensión y 2177 habitantes (2001). Densidad: 91,0 hab/km².
Fue villa y sede de un municipio propio entre 1514 y 1855, cuando fue integrado en Figueiró dos Vinhos. En 1801 estaba compuesto apenas por la freguesia de la sede municipal. A principios del siglo XIX se le añadieron las freguesias de Aguda y Arega. En 1849 tenía 4.864 habitantes y 91 km².

## Patrimonio histórico
- Fonte do Pereiro em Maçãs de Dona Maria
- Pelourinho de Maçãs de Dona Maria
- Cruzeiro Filipino de Maçãs de Dona Maria
- Cemitério Antigo de Maçãs de Dona Maria